# Imbrasia latifasciata
Imbrasia latifasciata är en fjärilsart som beskrevs av L.Sonthonnax 1901. Imbrasia latifasciata ingår i släktet Imbrasia och familjen påfågelsspinnare. Inga underarter finns listade i Catalogue of Life.